# Ulla Geiger
Ulla Geiger (* 16. Juli 1951 in Garmisch-Partenkirchen; † 22. Oktober 2024 in München) war eine deutsche Schauspielerin und Filmemacherin.

## Leben

### Ausbildung und Kabarett
Geiger studierte ab dem WS 1970/71 zunächst Mathematik an der Ludwig-Maximilians-Universität München, anschließend dann Kunst an der Akademie der Bildenden Künste München. 1980 schloss sie mit dem Bayerischen Staatsexamen ab. Von 1980 bis 1992 arbeitete sie als Continuity und Regieassistentin.
Von 1992 bis 2002 war sie als Kabarettistin künstlerisch aktiv, u. a. von 1992 bis 1994 als Duo „Boschetsrieder & Hinterpaintner“ (1994; 3. Preis beim Scharfrichterbeil) und ab 1995 mit ihren Solo-Programmen als bayerische Hausfrau „Alberta Wurmrieder“ (2003; Preis des Kulturzentrums Wolf-Ferrari-Haus in München). Als Kabarettistin trat sie im TV auch bei Otti’s Schlachthof auf.

### Fernsehen
Ab 1996 war sie als Schauspielerin im Fernsehen und im Kino tätig. Geiger wurde dabei überwiegend als klassische Nebendarstellerin eingesetzt, die einer Rolle in wenigen Szenen künstlerisches Profil verlieh. Hausmeisterinnen, Ladenbesitzerinnen, Sekretärinnen, kleine Angestellte und Nachbarinnen gehörten zu ihrem Rollenspektrum. Sie gehörte zum Typus der Volksschauspielerin. Sie spielte häufig in Produktionen des Bayerischen Rundfunks, jedoch auch in zahlreichen Fernsehspielen, TV-Reihen und Fernsehserien von ARD und ZDF. Sehr häufig wurde sie dabei in Serien mit süddeutschem, oberbayerischen oder österreichischem Hintergrund eingesetzt.
Ihr Fernsehdebüt hatte sie 1996 beim Bayerischen Rundfunk/Fernsehen in der Kinderserie Pumuckl TV; dort spielte sie Sylvia Kirsch, die Schwester des Geisterbahnbesitzers und Bösewichts Silvio Kirsch (Hans Clarin). Es folgten mehrere Auftritte in frühen Gerichtsshows des ZDF und kleine Tagesrollen in verschiedenen Fernsehserien. In den Anfangsjahren ihrer TV-Karriere war Geiger als sittenstrenge Nachbarin in dem ZDF-Fernsehfilm Das Herz des Priesters (2000), als Psychiatrie-Patientin in dem Fernsehfilm In der Mitte eines Lebens (2002) und als Gattin eines örtlichen Nationalsozialisten in Xaver Schwarzenbergers TV-Drama Annas Heimkehr (2003) zu sehen. In dem Sat.1-Fernsehfilm Der Mann von Nebenan lebt! (2005) von Regisseur Miguel Alexandre spielte sie erneut eine Psychiatrie-Insassin. Es folgten Rollen als Nonne „Schwester Johanna“ in dem Fernsehfilm Mord in aller Unschuld (2008), dem dritten Teil der „Franziska-Luginsland“-Krimireihe mit Katja Flint als Hobby-Detektivin Franziska Luginsland, als Nachbarin im Münchner Tatort: Der oide Depp (2008) und, an der Seite von Franziska Troegner, als lebenslustige, verliebte ältere Dame in der TV-Komödie Urlaub mit Papa (2009) aus der Dora-Heldt-Fernsehreihe des ZDF.
In weiteren ZDF-Produktionen verkörperte sie die resolute Messie-Beraterin der Kunstlehrerin Desirée (Andrea Sawatzki) in der Miniserie Klimawechsel (2010), die „biestige“ Ladenbesitzerin und Krämerin Rosi in dem TV-Drama Die Tochter des Mörders und eine der Mitreisenden einer Busfahrt nach Schottland in dem ZDF-Sonntagsfilm Ein Sommer in Schottland (2012). In Max Färberböcks TV-Komödie Mein Vater, seine Freunde und das ganz schnelle Geld (2013), in der sie den weiblichen Part des befreundeten Nachbar-Ehepaars spielte, war sie neben Sigi Zimmerschied und Christiane Blumhoff zu sehen.
Neben ihren Auftritten in Prime-Time-Fernsehfilmen übernahm Geiger auch größere Nebenrollen in den TV-Serien Um Himmels Willen (2013, als Jugendamtsmitarbeiterin Frau Strittmacher) und Heiter bis tödlich: Hubert und Staller (2014, als Rentnerin, Großmutter und „Enkeltrick“-Opfer Frau Blum) und hatte in der erfolgreichen ZDF-Reihe Frühling einen Kurzauftritt als Inhaberin eines Modeateliers.
Im Auftaktfilm der 2018 neu platzierten ZDF-„Herzkino“-Fernsehreihe Tonio & Julia, in deren Mittelpunkt Oona Devi Liebich als Familientherapeutin Julia Schindel und Maximilian Grill als katholischer Gemeindepfarrer Tonio Niederegger stehen, hatte Geiger eine Episioden-Nebenrolle als älteres Gemeindemitglied Hanna Vogel. In der 18. Staffel der ZDF-Serie Die Rosenheim-Cops (2018) übernahm sie eine der Episodenhauptrollen als tatverdächtige, alte Nachbarin Elfriede Seeliger, mit der das Opfer einen Nachbarschaftsstreit führte. Im achten Film der TV-Reihe München Mord mit dem Titel München Mord: Leben und Sterben in Schwabing (Mai 2019) hatte Geiger eine Nebenrolle als entmietete alte Gemischtwarenhändlerin und Witwe Emma Gutsch. In der 34. Staffel der ZDF-Serie SOKO München (2020) hatte Geiger eine der Episodenhauptrollen als tatverdächtige Rentnerin Annemarie Niederlechner, die Streit mit einem Fahrradkurier hatte, der angeblich ihren Hund totgefahren hatte. Im in Spielfilmlänge produzierten „Winterspecial“ der 19. Staffel der ZDF-Serie Die Rosenheim-Cops (Februar 2020) übernahm sie die Rolle der Pensionsinhaberin Gerlinde Meyr, bei der die ermittelnden Kommissare wegen einer Lawinenwarnung ungewollt übernachten müssen. Die Rolle der Pensionsinhaberin Gerlinde Meyr verkörperte Geiger in den nachfolgenden Staffeln in weiteren Folgen. Ihren letzten Auftritt in der Serie hatte sie in der am 18. Februar 2025 ausgestrahlten Folge Frau Meyr geht online.

### Kino
Geiger wirkte auch in einigen Kinofilmen mit. In der Komödie Erkan & Stefan in Der Tod kommt krass (2005) spielte sie, an der Seite von Michael Gahr, „Mutti“, eine Rheinländerin auf Kreuzfahrt. In dem Kinofilm Räuber Kneißl (2008) von Marcus H. Rosenmüller spielte sie die Bäuerin Filomena. In dem Kinofilm Die Friseuse (2010) von Doris Dörrie war Geiger die Sachbearbeiterin im Arbeitsamt. In dem Kinofilm Sommer in Orange (2011) hatte sie die Rolle der Dorfbewohnerin Frau Hase. In dem Kinofilm Da geht noch was (2013) war sie in einer Szene mit Florian David Fitz und Henry Hübchen zu sehen. In Simon Verhoevens Kinokomödie Willkommen bei den Hartmanns (2016) spielte sie die rassistische und reaktionäre Nachbarin Frau Sobrowitsch. In Fack ju Göhte 3 von Bora Dagtekin war sie als „Frau mit dem gechipten Hund“ zu sehen.
In dem Kurzfilm Border Patrol (2013) von Peter Baumann, der bei den Student Academy Awards einen Oscar in der Kategorie „Bester ausländischer Film“ gewann, spielte Geiger eine Nebenrolle als Frau Bauermeister.

### Hörspiele
Geiger wirkte auch in einigen Hörspielen, meist in Produktionen des Bayerischen Rundfunks mit. Sie war u. a. als Kioskbesitzerin Nanni mehrfach im Radio-Tatort zu hören, so in Dienstschluss (2009) und Der Stalker (2012).

### Filmemacherin
Mit Mitte 60 drehte Geiger als „Spätberufene“ ihren Debütkinofilm Wir drehen keinen Film (2017). Er erhielt von der Presse gute Kritiken und wurde mit mehreren Preisen und Nominierungen ausgezeichnet. Er war u. a. als „Bester Debütfilm“ bei den Biberacher Filmfestspielen 2018 nominiert und erlangte besondere Aufmerksamkeit bei Publikum und Presse auch auf dem Snowdance Independent Film Festival 2018.
Die im Verleih „Der Filmverleih“ erschienene satirische Komödie Wir drehen keinen Film, deren für März 2020 geplante Premiere sowie der anschließende Kinostart auf Grund der Kinoschließungen wegen der COVID-19-Pandemie in Deutschland abgesagt werden mussten, wurde später online auf der Streamingplattform „Kinoflimmern“ veröffentlicht.

### Privates
Geiger lebte in München, wo sie neben ihrer schauspielerischen Tätigkeit auch einen eigenen Demobandservice für Schauspieler anbot. Ulla Geiger starb im Oktober 2024 nach kurzer Krankheit.

## Filmografie (Auswahl)
- 1996: Pumuckl TV (Fernsehserie, Seriennebenrolle)
- 1998: Irrlichter (Kinofilm)
- 1999–2000: Streit um drei (Gerichtsserie, 3 Folgen)
- 2000: Das Herz des Priesters (Fernsehfilm)
- 2001: Verkehrsgericht (Gerichtsserie)
- 2002: Der Bulle von Tölz: Mörder unter sich
- 2002: In der Mitte eines Lebens (Fernsehfilm)
- 2003: Annas Heimkehr (Fernsehfilm)
- 2004: Der Wunschbaum (Fernseh-Dreiteiler)
- 2005: Der Mann von Nebenan lebt! (Fernsehfilm)
- 2005: Erkan & Stefan in Der Tod kommt krass (Kinofilm)
- 2005: Heiraten macht mich nervös (Fernsehfilm)
- 2006: Mein süßes Geheimnis (Fernsehfilm)
- 2006: Agathe kann’s nicht lassen – Mord mit Handicap (Fernsehserie)
- 2008: Mord in aller Unschuld (Fernsehfilm)
- 2008: Familie Sonnenfeld: Angst um Tiffy (Fernsehreihe)
- 2008: Die Rosenheim-Cops – Der Tod mag Krimis (Fernsehserie)
- 2008: Tatort: Der oide Depp (Fernsehreihe)
- 2008: Willkommen im Westerwald (Fernsehfilm)
- 2008: Räuber Kneißl (Kinofilm)
- 2008: König Drosselbart (ARD-Märchenfilmreihe Sechs auf einen Streich)
- 2009: Romy (Fernsehfilm)
- 2009: Dora Heldt: Urlaub mit Papa (Fernsehreihe)
- 2010: Der Kaiser von Schexing (Fernsehserie, 2 Folgen)
- 2010: Die Friseuse (Kinofilm)
- 2010: Klimawechsel – Schmetterlinge (Fernsehserie)
- 2010: Die Tochter des Mörders (Fernsehfilm)
- 2010: Die Rosenheim-Cops – Mord auf Rezept (Fernsehserie)
- 2011: Mein eigen Fleisch und Blut (Fernsehfilm)
- 2011: Sommer in Orange (Kinofilm)
- 2012: Tatort: Der tiefe Schlaf (Fernsehreihe)
- 2012: Polizeiruf 110 – Fieber (Fernsehreihe)
- 2012: Ein Sommer in Schottland (Fernsehfilm)
- 2013: SOKO 5113 – Der falsche Weg (Fernsehserie)
- 2013: 3096 Tage (Kinofilm)
- 2013: Frühling: Frühlingskinder (Fernsehserie)
- 2013: Mein Vater, seine Freunde und das ganz schnelle Geld (Fernsehfilm)
- 2013: Da geht noch was (Kinofilm)
- 2013: Border Patrol (Kurzfilm)
- 2013: Wer hat Angst vorm weißen Mann? (Fernsehfilm)
- 2014: Heiter bis tödlich: Hubert und Staller – Eine todsichere Masche (Fernsehserie)
- 2014: Let’s go! (Kinofilm)
- 2014: Schluss! Aus! Amen! (Fernsehfilm)
- 2015: Um Himmels Willen (Fernsehserie, 2 Folgen)
- 2015: Mord in bester Gesellschaft: Das Scheusal (Fernsehreihe)
- 2016: Hubert und Staller – Die letzte Salbung (Fernsehserie)
- 2016: Willkommen bei den Hartmanns (Kinofilm)
- 2017: Der Alte – Das 3. Auge (Fernsehserie)
- 2017: Tatort: Am Ende geht man nackt (Fernsehreihe)
- 2017: Fack ju Göhte 3 (Kinofilm)
- 2018: Tonio und Julia: Kneifen gilt nicht (Fernsehreihe)
- 2018: Der Polizist und das Mädchen (Fernsehfilm)
- 2018: Die Protokollantin (Fernsehserie)
- 2018: Die Rosenheim-Cops – Ein Fehler mit fatalen Folgen (Fernsehserie)
- 2019: München Mord: Leben und Sterben in Schwabing (Fernsehreihe)
- 2019: Zimmer mit Stall – Tierisch gute Ferien (Fernsehreihe)
- 2019: Schwarzach 23 und das mörderische Ich (Fernsehserie)
- 2020: Die Rosenheim-Cops – Schussfahrt in den Tod (Fernsehserie)
- 2020: SOKO München – Die letzte Lieferung (Fernsehserie)
- 2020: Wir drehen keinen Film (Regie, Drehbuch, Schnitt, Darstellerin)
- 2020: Kinder und andere Baustellen (Fernsehfilm)
- 2022–2023: Die Rosenheim-Cops (Fernsehserie, 5 Folgen)
- 2022: Zurück aufs Eis (Fernsehfilm)
- 2025: Die Rosenheim-Cops – Erst gestohlen, dann geklaut / Frau Meyr geht online (Fernsehserie, 2 Folgen)
- 2025: Karla (Kinofilm)